# Bartolomeo Roverella
Bartolomeo Roverella (Rovigo, 1406 - Ferrara, 2 de maio de 1476) foi um cardeal do século XV.

## Vida pregressa
Filho do conde palatino Giovanni Roverella, cidadão de Ferrara e camerlengo de Leonello d'Este, marquês de Ferrara; e Beatrice de' Leopardi di Lendinara. Ele foi chamado de Cardeal de Ravenna. Outro cardeal da família foi Aurelio Roverella (1794).
Obteve o doutorado em direito; ele era profundo teólogo. Escrivão do bispo de Modena. Capelão do Patriarca de Aquileia. Secretário do Papa Eugênio IV. Camareiro do Papa Nicolau V. Auditor da Sagrada Rota Romana.

## Episcopado
Eleito primeiro bispo de Adria em 15 de julho de 1444. Promovido à sé metropolitana de Ravena em 26 de setembro de 1445; renunciou à sé em favor de seu sobrinho Sismundo Filiasio Roverella em 9 de janeiro de 1475. Roverella esteve em Roma durante o conclave de março de 1447. Núncio na Inglaterra, 1451-1452. Governador da Úmbria, 1448-1451; e de Marche Picena, 1452-1454. Governador de Viterbo, 1459. Legado do Papa Pio II no reino de Nápoles em 1460. Governador de Benevento, 1460-1466. Reitor commendatario de S. Bartolomeo di Rovigo, 1465-1474; Abade commendatario de Vangadizza e de S. Maria di Corazzo, de 1465.

## Cardinalato
Criado cardeal-presbítero no consistório de 18 de dezembro de 1461, enquanto estava em sua legação; retornou a Roma em 26 de janeiro de 1462 e recebeu no consistório o título de S. Clemente; recebeu o chapéu vermelho em 30 de janeiro. Em junho de 1462, de Benevento, parabenizou o novo doge de Veneza, Ludovico Moro. Retornou de Roma em 13 de fevereiro de 1464 para sua legação em Nápoles, onde apoiou o rei Fernando de Aragão contra o duque de Anjou. Retornou a Roma no dia 23 de agosto seguinte e entrou no conclave de 1464, que elegeu o Papa Paulo II.
Nomeado legado em Perugia, 8 de janeiro de 1470; Roverella partiu para sua legação em 26 de janeiro; e retornou a Roma em 1º de agosto de 1471 para participar do conclave de 1471, que elegeu o Papa Sisto IV. Nomeado legado em Marche Anconitana pelo novo Papa; partiu para sua legação em 24 de outubro de 1471; ao retornar, foi recebido pelo papa em consistório público em 28 de outubro de 1473. Eleito camerlengo do Sagrado Colégio dos Cardeais em 12 de janeiro de 1476.
Cardeal Bartolomeo Roverella morreu em Ferrara em 2 de maio de 1476. Sepultado num magnífico monumento junto à capela de S. João Batista na igreja de S. Clemente, Roma, onde ocorreram as exéquias.